# 王士楨
王士楨（1561年—1609年），字衷一，号旭阳。山東泗水縣人。明朝政治人物，官至光祿寺少卿。曾出使琉球國。

## 生平
萬曆十九年（1591年）辛卯科山東鄉試舉人，萬曆二十六年（1598年）戊戌科進士。工部觀政，任行人司行人，次年丁憂。萬曆二十九年（1601年）起補原职，充副使，與正使夏子陽出使琉球國，冊封尚寧王，著《使琉球錄》。擢光禄寺少卿，因病歸里。

## 影视形象
日本大河劇《琉球之風》中有王士楨登場，由中國演員修宗迪扮演。

## 外部連結
- 王士楨 泗水縣情網